# Chris Cox Megamix
(Chris Cox) MegaMix – drugi singiel amerykańskiej wokalistki pop Britney Spears z jej piątego albumu Greatest Hits: My Prerogative. Singiel jest miksem największych przebojów piosenkarki:
„…Baby One More Time”, „(You Drive Me) Crazy”, „I’m A Slave 4 U”, „Oops! I Did It Again”, „Stronger”, „Everytime”, „Overprotected” i „Toxic”.

## Teledysk
Klip składa się ze zmiksowanych teledysków artystki nakręconych do 2004 roku.